# Bansenchas
Bansenchas, auch Banshenchas ['banhenxas], ist der Name  eines Verzeichnisses bedeutender historischer Frauengestalten in mittelirischer Sprache.
Der Autor, der nach eigener Angabe 1147 das Werk verfasst hat, nennt sich selbst im Eröffnungsgedicht Gilla Mo-Dutu Ó Caiside. Er beschreibt in kurzen Erklärungen berühmte Frauen der Geschichte seit Adam und Eva, über die biblischen weiblichen Gestalten, die der griechisch-römischen Mythologie bis hin zu den irischen Sagenfiguren. Das Werk ist im Lebor Laignech („Das Buch von Leinster“), im Leabhar Buidhe Lecain („Das Gelbe Buch von Lecan“) und teilweise auch im Leabhar Mór Leacain („Das große Buch von Lecan“) aufgezeichnet.
Als Quellen benutzte der Autor das Lebor Gabála Érenn („Das Buch der Landnahmen Irlands“), Erzählungen aus dem Ulster-Zyklus, sowie weitere irische Annalen.